# Südostasienspiele 2013/Billard
Bei den Südostasienspielen 2013 in Naypyidaw in Myanmar fanden vom 13. bis 20. Dezember 2013 im Wunna Theikdi Billiard & Snooker Indoor Stadium 12 Wettbewerbe im Billard statt.

## Medaillengewinner

### Herren
| Disziplin      | Gold           | Silber        | Bronze             |
| -------------- | -------------- | ------------- | ------------------ |
| 9-Ball Einzel  | Ricky Yang     | Tan Kah Thiam | Nitiwat Kanjanasri |
| 9-Ball Einzel  | Ricky Yang     | Tan Kah Thiam | Aung Moe Thu       |
| 10-Ball Einzel | Dennis Orcollo | Carlo Biado   | Nguyen Anh Tuan    |
| 10-Ball Einzel | Dennis Orcollo | Carlo Biado   | Dang Thanh Kien    |

### Damen
| Disziplin      | Gold             | Silber           | Bronze               |
| -------------- | ---------------- | ---------------- | -------------------- |
| 9-Ball Einzel  | Angeline Ticoalu | Rubilen Amit     | Doan Thi Ngoc Le     |
| 9-Ball Einzel  | Angeline Ticoalu | Rubilen Amit     | Ami Aung             |
| 10-Ball Einzel | Rubilen Amit     | Angeline Ticoalu | Iris Ranola          |
| 10-Ball Einzel | Rubilen Amit     | Angeline Ticoalu | Thi Ngoc Huyen Huynh |

### Mixed
| Disziplin                        | Gold                                           | Silber                                         | Bronze                          |
| -------------------------------- | ---------------------------------------------- | ---------------------------------------------- | ------------------------------- |
| Einband                          | Dang Dinh Tien                                 | Mã Minh Cẩm                                    | Francisco Dela Cruz             |
| Einband                          | Dang Dinh Tien                                 | Mã Minh Cẩm                                    | Efren Reyes                     |
| English Billiards Einzel         | Peter Gilchrist                                | Nay Thway Oo                                   | Aung San Oo                     |
| English Billiards Einzel         | Peter Gilchrist                                | Nay Thway Oo                                   | Praprut Chaithanasakun          |
| English Billiards Doppel         | Praprut Chaithanasakun Thawat Sujaritthurakarn | Aung San Oo Nay Thway Oo                       | Keng Kwang Chan Peter Gilchrist |
| English Billiards Doppel         | Praprut Chaithanasakun Thawat Sujaritthurakarn | Aung San Oo Nay Thway Oo                       | Nguyễn Thanh Bình Hoai Nam Pham |
| English Billiards Scotch Doubles | Praprut Chaithanasakun Suriya Suwannasingh     | Nay Thway Oo Aung Htay                         | Keng Kwang Chan Peter Gilchrist |
| English Billiards Scotch Doubles | Praprut Chaithanasakun Suriya Suwannasingh     | Nay Thway Oo Aung Htay                         | Nguyễn Thanh Bình Hoai Nam Pham |
| English Billiards Teams          | Nay Thway Oo Aung Htay                         | Praprut Chaithanasakun Thawat Sujaritthurakarn | Keng Kwang Chan Peter Gilchrist |
| English Billiards Teams          | Nay Thway Oo Aung Htay                         | Praprut Chaithanasakun Thawat Sujaritthurakarn | Hekta Hekta Jaka Kurniawan      |
| Snooker Einzel                   | Issara Kachaiwong                              | Win Ko Ko                                      | Thor Chuan Leong                |
| Snooker Einzel                   | Issara Kachaiwong                              | Win Ko Ko                                      | Moh Keen Hoo                    |
| 6-Red-Snooker Einzel             | Thor Chuan Leong                               | Siththideth Sakbieng                           | Win Khaing Min Aye              |
| 6-Red-Snooker Einzel             | Thor Chuan Leong                               | Siththideth Sakbieng                           | Zaw Ye Htut                     |
| 6-Red-Snooker Doppel             | Issara Kachaiwong Pramual Jantad               | Win Khaing Min Aye Win Ko Ko                   | Thor Chuan Leong Moh Keen Hoo   |
| 6-Red-Snooker Doppel             | Issara Kachaiwong Pramual Jantad               | Win Khaing Min Aye Win Ko Ko                   | Ang Boon Chin Lim Chun Kiat     |

## Medaillenspiegel
| Platz  | Land        | Gold | Silber | Bronze | Gesamt |
| ------ | ----------- | ---- | ------ | ------ | ------ |
| 1      | Thailand    | 4    | 1      | 2      | 7      |
| 2      | Philippinen | 2    | 2      | 3      | 7      |
| 3      | Indonesien  | 2    | 1      | 1      | 4      |
| 4      | Myanmar     | 1    | 5      | 5      | 11     |
| 5      | Vietnam     | 1    | 1      | 6      | 8      |
| 6      | Malaysia    | 1    | 1      | 3      | 5      |
| 7      | Singapur    | 1    | 0      | 4      | 5      |
| 8      | Laos        | 0    | 1      | 0      | 1      |
| Gesamt | Gesamt      | 12   | 12     | 24     | 48     |